# Fort Hosh el-Kab

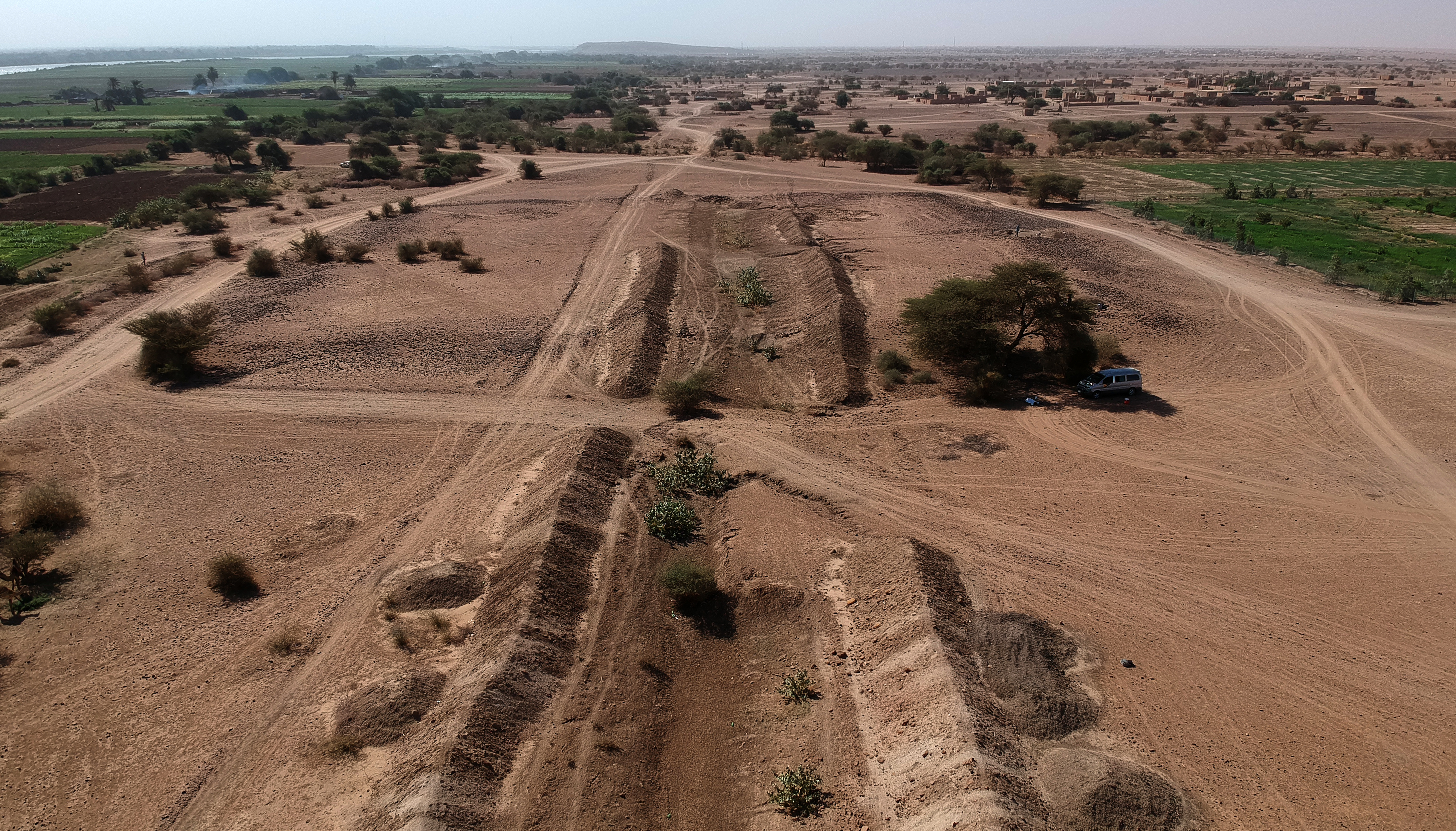
Fort Hosh el-Kab w 2018

Zrujnowany fort znajdujący się na lewym brzegu Nilu (współrzędne geograficzne 16° 0'37.06"N 32°33'1.16"E, EPSG: 3857), w Prowincji Chartum (Sudan), w odległości 40 km od miejsca gdzie wody Białego Nilu łączą się z Nilem Błękitnym. Budowla obronna została wzniesiona w 2. połowie VI wieku n.e. W tym okresie terenami tymi władali królowie Alwy.
Jest to największy znany regularny fort z doliny Nilu Środkowego. Został zbudowany z nieregularnych kamieni łączonych zaprawą mułową. Całość ma plan czworoboku o wymiarach wewnętrznych 97x88 metrów. Mury wzmacniało trzynaście bastei. Znajdowały się one w narożnikach oraz w równych odstępach na całej długości kurtyn. Do fortu prowadziły dwie bramy, jedna od strony rzeki (od wschodu), druga od strony pustyni (od zachodu). W 2018 mury fortu był zachowany do wysokości około 0,7 metra.
Badania geofizyczne przeprowadzone w 2018 wskazały, że wewnątrz fortu znajdują się liczne zabudowania, wzniesione wzdłuż lica wewnętrznego murów oraz jako budynki wolnostojące. Fort był zamieszkany do połowy VII wieku, a następnie został opuszczony na okres około 1000 lat. W okresie Fundż (XVI-XIX wieku) w ruinach fortu osiedliła się niewielka grupa ludzi. Ślady budynków oraz struktur kamiennych z tego okresu można znaleźć głównie w południowo-wschodniej części fortu. Przy czym część z nich została wzniesiona na ruinach murów obronnych.
W 2018 miejsce to było opuszczone. Bliskość Nilu (odległość około 500 metrów) sprawia, że teren ten jest atrakcyjny dla miejscowych rolników. Dowodem na to jest szeroki na 10 metrów kanał irygacyjny, który został przekopany w 2013/2014, a który przecina fort na osi północ-południe.